# Mesa Północna

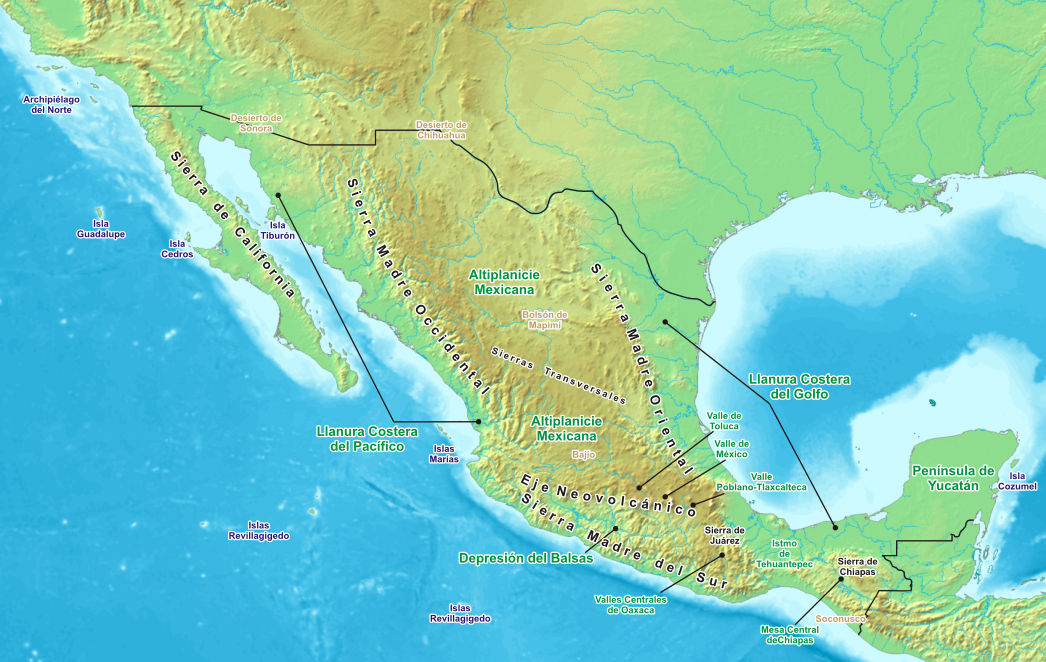
Ukształtowanie powierzchni Meksyku

Mesa Północna – część Wyżyny Meksykańskiej, położona na terytorium Meksyku i południowo-zachodniej części Stanów Zjednoczonych, otoczona biegnącymi równolegle do oceanów krawędziowymi górami Sierra Madre Wschodnia i Sierra Madre Zachodnia, porozcinana głębokimi dolinami rzek. Od Mesy Centralnej, południowej części Wyżyny Meksykańskiej oddzielona jest przez Sierras Transversales.  
Wznosi się na wysokość 900–1700 m n.p.m. Jej cechą charakterystyczną są liczne bezodpływowe kotliny tzw. bolsony, rozdzielone niewysokimi grzbietami gór.
W obrębie Mesy Północnej znajdują się dwa duże rejony pustynne Pustynia Chihuahua i Bolsón de Mapimí.